# Карповский (Волгоградская область)
Карповский — хутор в Новоаннинском районе Волгоградской области России. Входит в состав Бочаровского сельского поселения. Население 73 человека (2010).

## География
Расположен в северо-западной части области. Хутор разделен рекой на два квартала. Есть пруд. Уличная сеть не развита.
Абсолютная высота 128 метров над уровнем моря
.

## Население
| 2010 |
| ---- |
| 73   |

Гендерный состав
По данным Всероссийской переписи населения 2010 года в гендерной структуре населения из 73 человек мужчин — 34, женщин — 39 (46,6 и 53,4 % соответственно).
Национальный состав
Согласно результатам переписи 2002 года, в национальной структуре населения
русские составляли 100 % из общей численности населения в человека

## Инфраструктура
Личное подсобное хозяйство.

## Транспорт
Подъездная дорога  (идентификационный номер 18 ОП РЗ 18К-01-3)  на федеральную автотрассу «Каспий».
Просёлочные дороги.